# 迪迪埃維省
7°8′N 4°54′W / 7.133°N 4.900°W

迪迪埃維省（Didiévi Department），是科特迪瓦的省份，位於該國中部湖泊區，由貝利耶大區負責管轄，成立於2005年，面積1,170平方公里，2014年人口93,699，人口密度每平方公里80人。